# Tour de France 2008/12. Etappe
Die 12. Etappe der Tour de France 2008 am 17. Juli war 168,5 Kilometer lang und verlief von Lavelanet nach Narbonne. Es standen zwei Sprintwertungen und eine Bergwertung der 4. Kategorie auf dem Programm.
Nachdem Riccardo Riccò EPO-Doping nachgewiesen wurde, trat das Team Saunier Duval-Scott nicht mehr zur 12. Etappe an.
Nach fünf Kilometern konnte sich Egoi Martínez absetzen, dem sich zunächst José Iván Gutiérrez und später sieben weitere Fahrer anschlossen. Der Fluchtversuch war bei Kilometer 12 allerdings schon wieder beendet. Danach versuchte es eine siebenköpfige Gruppe, die kurz danach auch wieder gestellt wurde. Nach einer Zweiergruppe schafften es schließlich Arnaud Gérard und Samuel Dumoulin nach 36 km sich abzusetzen. Dumoulin gewann die einzige Bergwertung des Tages. Sebastian Lang sicherte sich den letzten Bergpunkt und baute damit seine Führung in der Bergwertung aus, die er nach dem Ausscheiden von Riccardo Riccò und David de la Fuente übernommen hatte. Der Vorsprung der Führenden lag zwischenzeitlich über 4 Minuten, danach verkürzte das Feld den Abstand wieder. Gerard sicherte sich die erste Sprintwertung, die letzten 2 Punkte konnte Óscar Freire herausfahren, der damit seinen Vorsprung in der Sprintwertung ausbaute. Bedingt durch Rückenwind wurden in der ersten Stunde bereits 51 km zurückgelegt. Später fuhr Juan José Oroz aus dem Feld heraus und griff die beiden Führenden an. Dumoulin passierte als erster die zweite Sprintwertung. Neun Kilometer vor dem Ziel wurde die Ausreißergruppe schließlich gestellt. Das Team CSC-Saxo Bank machte nun Tempoarbeit. Das Ziel in Narbonne wurde auf einer 900 Meter langen und 8 Meter breiten Zielgeraden erreicht. Mark Cavendish konnte den Sprint vor Sébastien Chavanel für sich entscheiden und gewann so seine dritte Etappe bei dieser Tour. Durch den Ausstieg von Saunier Duval-Scott ging das Weiße Trikot schon vor der Etappe an Vincenzo Nibali über.

## Aufgaben
- 55  Baden Cooke (Sturz während der Etappe)
- 171 Riccardo Riccò – vom Team suspendiert wegen Dopingverdachts (Positive A-Probe)
- 172 Rubens Bertogliati (Team-Rückzug vor Etappe 12)
- 173 Juan José Cobo (Team-Rückzug vor Etappe 12)
- 174 David de la Fuente (Team-Rückzug vor Etappe 12)
- 175 Jesús del Nero (Team-Rückzug vor Etappe 12)
- 177 Josep Jufré (Team-Rückzug vor Etappe 12)
- 179 Leonardo Piepoli (Team-Rückzug vor Etappe 12)

## Sprintwertungen
- 1. Zwischensprint in Saint-Paul-de-Fenouillet (Kilometer 76) (257 m ü. NN)

| Erster  | Arnaud Gérard   | 6 Pkt. |
| Zweiter | Samuel Dumoulin | 4 Pkt. |
| Dritter | Óscar Freire    | 2 Pkt. |
- 2. Zwischensprint in Thézan-des-Corbières (Kilometer 142,5) (110 m ü. NN)

| Erster  | Samuel Dumoulin | 6 Pkt. |
| Zweiter | Arnaud Gérard   | 4 Pkt. |
| Dritter | Juan José Oroz  | 2 Pkt. |
- Zielsprint in Narbonne (Kilometer 168,5) (11 m ü. NN)

| Erster   | Mark Cavendish          | 35 Pkt. |
| Zweiter  | Sébastien Chavanel      | 30 Pkt. |
| Dritter  | Gert Steegmans          | 26 Pkt. |
| Vierter  | Erik Zabel              | 24 Pkt. |
| Fünfter  | Óscar Freire            | 22 Pkt. |
| Sechster | Francesco Chicchi       | 20 Pkt. |
| Siebter  | Thor Hushovd            | 19 Pkt. |
| Achter   | Leonardo Duque          | 18 Pkt. |
| Neunter  | Julian Dean             | 17 Pkt. |
| Zehnter  | Heinrich Haussler       | 16 Pkt. |
| 11.      | Robbie McEwen           | 15 Pkt. |
| 12.      | Jimmy Casper            | 14 Pkt. |
| 13.      | Robert Hunter           | 13 Pkt. |
| 14.      | Martin Elmiger          | 12 Pkt. |
| 15.      | Alessandro Ballan       | 11 Pkt. |
| 16.      | Kim Kirchen             | 10 Pkt. |
| 17.      | Kanstanzin Siuzou       | 9 Pkt.  |
| 18.      | Xavier Florencio        | 8 Pkt.  |
| 19.      | Robert Förster          | 7 Pkt.  |
| 20.      | Cadel Evans             | 6 Pkt.  |
| 21.      | Eduardo Gonzalo Ramírez | 5 Pkt.  |
| 22.      | Martijn Maaskant        | 4 Pkt.  |
| 23.      | Rubén Pérez             | 3 Pkt.  |
| 24.      | Steven de Jongh         | 2 Pkt.  |
| 25.      | Jaroslaw Popowytsch     | 1 Pkt.  |

## Bergwertungen
- Col du Camperié, Kategorie 4 (Kilometer 57,5) (514 m ü. NN; 3,1 km à 3,7 %)

| Erster  | Samuel Dumoulin | 3 Pkt. |
| Zweiter | Arnaud Gérard   | 2 Pkt. |
| Dritter | Sebastian Lang  | 1 Pkt. |